# Marcus Burghardt
Marcus Burghardt (Zschopau, Alemanha, 30 de junho de 1983) é um ciclista alemão.
Estreia como profissional no ano 2005 nas fileiras da equipa T-Mobile. Atualmente compete para a equipa Bora-Hansgrohe.

## Palmarés
- 2001
  - Troféu Karlsberg

- 2007
  - Gante-Wevelgem
  - 2 etapas do Drei-Länder-Tour

- 2008
  - 1 etapa do Tour de France

- 2010
  - 2 etapas da Volta à Suíça

- 2015
  - 3.º no Campeonato da Alemanha em Estrada

- 2017
  - Campeonato da Alemanha em Estrada

- 2019
  - 2.º no Campeonato da Alemanha em Estrada

## Resultados em Grandes Voltas e Campeonatos do Mundo
| Corrida            | Corrida            | 2005 | 2006 | 2007  | 2008  | 2009 | 2010  | 2011  | 2012  | 2013 | 2014  | 2015 | 2016 | 2017  | 2018  | 2019  | 2020 | 2021 |
| ------------------ | ------------------ | ---- | ---- | ----- | ----- | ---- | ----- | ----- | ----- | ---- | ----- | ---- | ---- | ----- | ----- | ----- | ---- | ---- |
|                    | Giro d'Italia      | —    | —    | —     | —     | —    | —     | —     | —     | —    | —     | 70.º | —    | —     | —     | —     | —    | —    |
|                    | Tour de France     | —    | —    | 127.º | 117.º | —    | 161.º | 164.º | 58.º  | 98.º | 154.º | —    | 89.º | 131.º | 92.º  | 141.º | —    | —    |
|                    | Volta a Espanha    | 77.º | —    | —     | —     | —    | —     | —     | —     | —    | —     | Ab.  | —    | —     | 149.º | —     | —    | —    |
| Mundial em Estrada | Mundial em Estrada | —    | —    | —     | —     | —    | —     | —     | 111.º | 39.º | —     | —    | —    | 47.º  | Ab.   | Ab.   | —    | —    |

—: não participa

Ab.: abandono

## Equipas
- T-Mobile Team (2004[1]-2007)
- Columbia (2008-2009)
  - Team Columbia (2008)
  - Team Columbia-HTC (2009)
- BMC Racing Team (2010-2016)
- Bora-Hansgrohe (2017-)